# Albert F. Sabo
Albert F. Sabo (21 décembre 1920 - 8 mai 2002) était un juge américain, juge de la Philadelphia County Court of Common Pleas. Il est notamment connu pour avoir présidé, en 1982, au procès pour meurtre de Mumia Abu-Jamal. Albert F. Sabo a exercé comme juge de 1974 jusqu'à son départ à la retraite, en 1998.

## Biographie
Né à Philadelphie, Albert F. Sabo a grandi dans le quartier de Northern Liberties et est sorti diplômé de la Roman Catholic High School en 1938. Au cours de son cursus à l'université de Pennsylvanie, il obtient une licence d'économie de la Warton School, en 1942, et un diplôme de droit en 1948. Albert F. Sabo fut également soldat dans l'United States Army Air Corps. et vétéran de la Seconde Guerre mondiale. À la fin de sa vie, il résidait dans le quartier de Mount Airy, à Philadelphie, où il mourut d'un arrêt cardiaque le 8 mai 2002.

## Carrière de juge
Durant les quinze ans qu'il passe à la Cour, Albert F. Sabo traitera exclusivement des affaires d'homicide. Il est connu pour y avoir prononcé trente et une condamnations à la peine capitale, soit le record absolu de condamnations à mort pour un seul juge aux États-Unis.

### Le procès de Mumia Abu-Jamal
Albert F. Sabo doit en grande partie sa renommée au procès du militant des Black Panthers Wesley Cook, dit Mumia Abu-Jamal, soupçonné du meurtre du policier Daniel Faulkner au cours d'une bagarre confuse, en 1981. Il prononça en effet la peine capitale pour Mumia Abu-Jamal au terme d'un procès jugé trouble par une partie de l'opinion publique, entaché par des soupçons de racisme et de corruption judiciaire. En 1995, durant la période précédant l'exécution prévue de Mumia Abu-Jamal, Albert F. Sabo bénéficia d'une protection rapprochée 24h sur 24, en raison des lettres et des appels de menaces dont il avait été la cible. Le 15 septembre 1995, il refusa d'ouvrir à nouveau le procès de Mumia Abu-Jamal.